# Toray Pan Pacific Open 2000 - Doppio
Il doppio del torneo di tennis Toray Pan Pacific Open 2000, facente parte del WTA Tour 2000, ha avuto come vincitrici Martina Hingis e Mary Pierce che hanno battuto in finale Alexandra Fusai e Nathalie Tauziat con il punteggio di 6–4, 6–1.

## Teste di serie
1. Lisa Raymond /  Rennae Stubbs (semifinali)
2. Anna Kurnikova /  Ai Sugiyama (primo turno)

1. Martina Hingis /  Mary Pierce (campionesse)
2. Alexandra Fusai /  Nathalie Tauziat (finale)

## Tabellone

### Legenda
| - Q = Qualificato - WC = Wild card - LL = Lucky loser | - ALT = Alternate - SE = Special Exempt - PR = Protected Ranking | - w/o = Walkover - r = Ritirato - d = Squalificato |